# Trechtingshausen
Trechtingshausen (hist. Trechtlingshausen) – miejscowość i gmina w Niemczech, w kraju związkowym Nadrenia-Palatynat, w powiecie Mainz-Bingen, wchodzi w skład gminy związkowej Rhein-Nahe.